# 執念の刑事 (漫画)
『執念の刑事』（しゅうねんのでか）は業田良家による日本の漫画作品。全3巻で多くが4コマギャグ漫画で構成されている。1987年から1991年にわたって刊行された。2006年に再版されている。

## あらすじ
主人公の48歳の刑事「山脇執念」は命がけで犯人を張り込み追いかける捜査で有名であり、人は彼を「執念の刑事」と呼ぶ。しかし必ず事件解決にあたって死と隣り合わせの危機に陥りながらも奇想天外な方法で切り抜け、見事に事件を解決していく。

## 登場人物
山脇執念
東武東上線沿線97分署の名物刑事。階級は巡査長で出世に対しては消極でありながらも仕事を生きがいとしていて、犯人逮捕のためなら人の迷惑も考えない。ただ情の深さも人一倍で、助けて頂いた際お礼を怠らない一面もある。捕まえた犯人を逃がした過去もあるほどである。趣味は時効になった3億円事件の解明。 好物はメロンパンで夕食の際ご飯の代わりにしたこともある。恐ろしく寡黙で最終回まで1回もセリフを発することはない。
山脇セツ子
執念の妻。家庭だけでなくデートや旅行先にまで仕事を持ち込む執念にいつも振り回されている。しかし執念の好物であるメロンパンを使った唐揚げをおかずにして弁当を作ったりと夫の嗜好への理解はある。不満は執念の階級の低さで、肩身が狭いと愚痴をこぼしたこともある。
執念号
執念が仕込んだ警察犬。顔つきは執念とほとんど変わらない変な犬だが、警察犬としては非常に優秀。もっとも主人ほどの執拗さはなく、好みのメス犬に気を取られて捜査を忘れたり、証拠物件を間違えて食べてしまったりと失敗も少なくない。
山脇一徹
執念の父。警察学校の校長まで上りつめた真の教育者で、まだ幼い執念に捜査の心得を厳しく叩き込んだ。ただ息子への愛情は深く、執念のことを心配するあまり学校まで様子を見に行くこともたびたびあった。執念の友人との付き合いにも積極的に入り込んだ。既に故人だが、霊となった後も仏壇の中から執念の捜査を何かと助け、彼がピンチの時は仏壇姿のまま体を張って守るなど息子に劣らぬ執念ぶりを見せる。 執念と同じくメロンパンが好物。
吉田
執念の後輩刑事で分厚い唇が特徴。執念とともに事件の捜査にあたることが多い。執念のことを「ヤマさん」と呼んで慕っているが、まだまだ執念にはついていけず、彼のハチャメチャな捜査にいつも驚かされている。
課長
執念の上司。執念との付き合いが長いため、彼の性格や捜査への姿勢はよく承知している。ただ執念のやりすぎには迷惑をかけられることも多く、彼が事件を発見したことによって2年連続で忘年会が中止となった時には執念に激怒していた。
淡泊
初老のベテラン刑事。執念と同じ署に在籍しているが直接的な交流や会話は無い。その名のとおり性格はいたって淡泊。捜査への熱意はほとんどなく、容疑者が白を切るとあっさりと釈放し、張込みの最中でも定時を過ぎるとさっさと切り上げて帰ってしまう。そのしわ寄せを受けることになるのは同僚たちで、非常に迷惑がられている。
親分
部下から「親分」と呼ばれている犯罪組織のボスで本名は不明。邪魔な執念を抹殺しようと、マリリンウーマンら殺し屋たちを差し向ける。人殺しも意に介さない悪党だが意外とお人好しな面があり、密売人のチュー太郎に騙されていつも偽物を買わされている。
加藤
親分の弟子でいつも親分に付き添いながら言うことを訊いて犯罪の準備などを手伝っている。
チュー太郎
麻薬や銃からメロンパンまで、ありとあらゆる商品を扱っている密売人。商売第一がモットーで、警察・犯罪者のどちらにも取引を持ちかけるが、偽物を売りつけたり安く手に入れたものを高値で売ったりと詐欺まがいの商売をすることが多い。親分やマリリンウーマンがよく被害を受けている。路上で寝ている。
マリリンウーマン
執念を抹殺するために親分が雇った殺し屋の女。執念を色仕掛けで骨抜きにしようとあの手この手で誘惑しまくるが、まったく相手にされていない。その後ダイエットに関心が移り、体重を減らそうとチュー太郎からやせ薬を買うなどいろいろな方法を試すが、こちらでも失敗し続けることになる。
首領三平
「極悪非道の男」と称される悪の首領で世界子の父。立ち退きの要求に従わない家の周りをワニ園にする、募金活動をしている青年たちの前で大量の札束を燃やしてたき火をするなど、絶大な金と権力を使って人々に嫌がらせをしている。実際に嫌がらせをする姿を執念に見せて自分の見方をする必要性を伝えていく。そんな折山脇執念を気に入り彼と友達になりたがっていくが、つい嫌がらせをしてしまい、そのたびに落ち込んでいる。
首領世界子
三平の娘で、父が理事長を務める幼稚園に通っている。父の権力を利用して好き放題しているが、どこか満たされずにいる複雑な少女。幼稚園生とは思えないほど精神が大人びており結婚も考えている。父親似の容姿がコンプレックスで、将来美人女優になるために整形しようと密かに決心している。同じ幼稚園にリンタロくんというボーイフレンドがいる。
リンタロくん
世界子と同じ幼稚園に通う男の子。世界子にキスやエッチを迫られて逃げ出すなどしているが付き合いを止めないでいる。世界子のことは好きだが、「年収1千万以上じゃないと結婚しない」「車で海に連れていけ」といった世界子の幼稚園児とは思えない要求の数々に自信喪失している。

## 書誌情報
- 業田良家『執念の刑事』 竹書房〈バンブー・コミックス〉、全3巻
  1. 警官嫌い 1987年8月発行、ISBN 4-88475-335-6
  2. 血の絆 1989年4月発行、ISBN 4-88475-336-4
  3. 我らがボス 1991年10月発行、ISBN 4-88475-551-0
- 業田良家『執念の刑事』 竹書房〈竹書房文庫〉、上下巻
  1. 2006年4月発行、ISBN 4-8124-2691-X
  2. 2006年4月発行、ISBN 4-8124-2692-8